# Крейтовая система
Крейтовой системой, а также магистрально-модульной системой называют тип стандартизированной радиоэлектронной системы, включающий в себя реализацию не только электрических, но и конструкционно-механических стандартов, которые определяют установку унифицированных модулей в специализированное механическое шасси (крейт).
Современные версии стандартов крейтовых систем включают в себя стандартизацию электропитания и заземления, разъёмов и соединителей, формфакторов и габаритов плат, модулей и шкафов. Также они могут включать в себя стандартизацию конструктивов систем охлаждения, в том числе жидкостного, и программных интерфейсов.
Исторически крейтовые системы начали широко применяться на установках, связанных с экспериментальной физикой частиц высоких энергий[прояснить]. Они оказались достаточно удобными и выгодными в эксплуатации, и их использование постепенно распространилось на другие приложения науки, а также в сферу промышленности, медицины, авиации, освоения космоса и обороны.

## Крейт
Крейт (англ. crate), субрэк (subrack), корзина (bin) — элемент конструктива, выглядящий как блок, предназначенный для установки стандартизированных плат расширения (модулей). Как правило, крейт содержит шину питания и заземления, в большинстве систем также одну или нескольких коммуникационных шин, предназначенных для информационного обмена между модулями. Сам крейт сконструирован таким образом, чтобы его можно было установить в шкаф или стойку для оборудования или вытащить оттуда как единое целое.

## Магистрально-модульная шина
Первоначальные разработки крейтовых систем были начаты в тот период, когда среди ряда инженеров было распространено мнение о целесообразности унификации способов и протоколов передачи данных между всеми компонентами и уровнями компьютерных систем — от оперативной памяти и процессоров до всех видов периферии. Это привело к настойчивым попыткам интегрировать данный подход в крейтовые системы.
Подобный подход к реализации шины был назван магистрально-модульным, так как такая шина обеспечивала реализацию универсальной «информационной магистрали» между отдельными модулями вычислительной системы.
Примером реализации подобной идеи (разной степени успешности) стали стандарты компьютерных шин FASTBUS, VMEbus, Futurebus и SCI. Практика, тем не менее, показала, что подобный подход не вполне целесообразен. Технологический разрыв между наиболее быстрыми (оперативная память, процессор) и более медленными, периферийными, компонентами компьютерных систем не исчезает по мере развития вычислительной техники и реализация унифицированных интерфейсов оказывается слишком дорогой и медленной по сравнению со специализированными. Поэтому, уже длительное время в стандартах крейтовых систем индустрия перешла к параллельному определению нескольких шин для разных целей, например в стандартах VMEbus International Trade Association для модулей и объединительных панелей, наряду с шиной VMEbus определены способы реализации для шин Ethernet, RapidIO, Infiniband и ряда других.
Тем не менее, тесная связь между магистрально-модульными шинами и крейтовыми системами привела к тому, что термины крейтовая система и магистрально-модульная система стали считаться почти синонимичными.
В общем случае это не так. Можно привести примеры крейтовых систем, не являющихся магистрально модульными (для NIM, например, не определено вообще никакого протокола передачи данных, а системы Multibus вместо универсальной шины на все случае жизни используют несколько специализированных, хотя и увязанных в один стандарт) и магистрально-модульных систем, не являющихся крейтовыми (некоторые узкоспециализированные стандарты для бортовой аппаратуры летательных аппаратов).
Однако, в большинстве ситуаций, эти понятия можно считать совпадающими.

## Стандарты крейтовых систем
Постольку, поскольку стандарты крейтовых систем развивались эволюционно, между ними имеется большая степень схожести и, в ряде случаев, обеспечивается частичная совместимость модулей.
Большая часть крейтовых систем в своей габаритно-механической части базируется на 19-дюймовом конструктиве Евромеханика (англ. Eurocard — «Европейская плата»), он же «Евроконструктив». Эта группа стандартов также оформлена в виде серии документов IEEE 1101.1.
Метрические варианты крейтовых систем существуют, но получили существенно меньшее распространение.
Наряду со публично стандартизированными вариантами крейтовых систем, существует ряд частных систем, представленных различными производителями оборудования.

### NIM
Разработанный в 1964 году Комиссией по атомной энергии США стандарт NIM (Nuclear Instrumentation Module) стал первым и наиболее простым стандартом крейтовых систем. Крейты NIM имеют стандартизированные модули питания и достаточно примитивное управление, но не связаны шиной передачи данных и не могут заменяться без электрического выключения системы.

### КАМАК
Более поздний стандарт КАМАК был разработан Европейским комитетом по стандартам в ядерной электронике (ESONE). В 1972 году он был утверждён в качестве стандарта EUR 4100.
В отличие от NIM, стандарт КАМАК определяет низкоскоростной протокол управления, который позволяет устанавливать и считывать значения регистров в модулях.

### FASTBUS
Стандарт FASTBUS был разработан позже, чем NIM и КАМАК и ориентирован на высокоскоростной сбор данных с параллельно работающих модулей. Модули FASTBUS, как правило, выполняются с разъёмами для подключения источников входных данных на фронтальной панели. Сохраняемые данные передаются по шине через объединительную панель.

### VMEbusи производные:VXI,VPX/OpenVPX

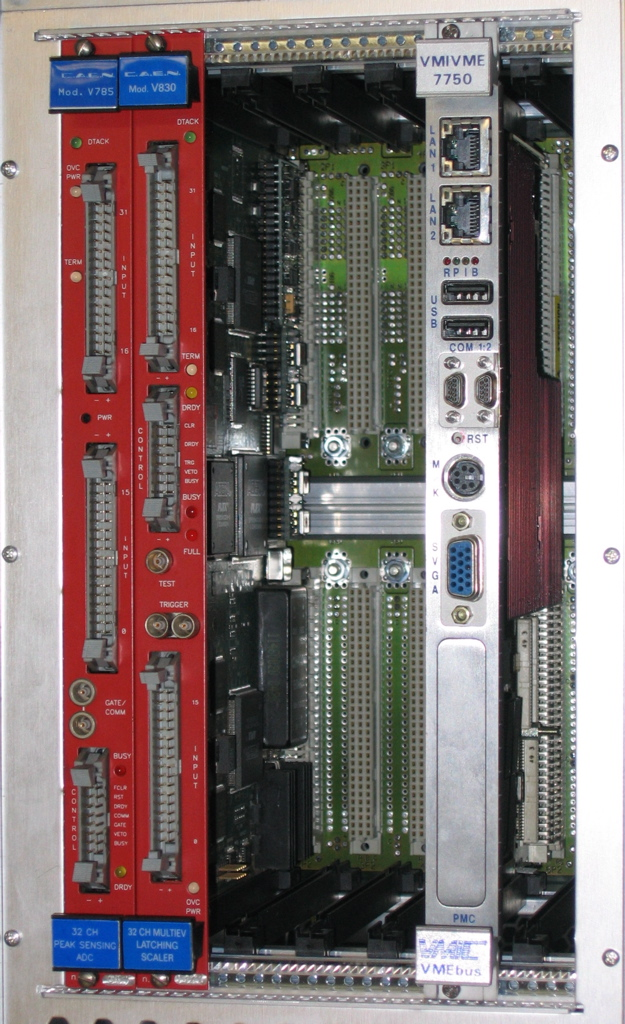
Крейт VME64. Слева направо — модуль АЦП, модуль преобразования сигнала и процессорный модуль

Стандарт VME (VMEbus) был первоначально разработан в качестве шины расширения процессора Motorola 68000, но, достаточно быстро он был раширен и дополнен спецификациями, относящимися к механической части плат, став стандартом крейтовой системы.
Основной стандарт VME определяет 3 типоразмера карт, вставляемых в крейты VME:
- 3U x160mm с одним разъёмом подключения (тип J1) к объединительной панели и 24/16-битным адресным пространством
- 6U x 160mm с двумя разъёмами подключения (тип J1 и тип J2) к объединительной панели и 32-битным адресным пространством (этот типоразмер наиболее популярен)
- большие карты 9U x 400mm с двумя разъёмами подключения (тип J1 и тип J2) к объединительной панели и 32-битным адресным пространством

Каждый из типоразмеров карт VME имеет 20.3mm ширины. В крейт VME, монтируемый в 19" шкаф может быть установлено до 21 таких карт.
Технологический стек VME получил большую популярность в индустрии. По этой причине рядом производителей были предложены производные варианты технологии, ориентированные на те или иные нишевые решения — VXI, VPX и OpenVPX.

### Futurebus
Этот стандарт, активно разрабатывавшийся в период с 1979 по 1994ые годы, являлся одной из первых попыток выпуска серии открытых и взаимно увязанных стандартов, широко покрывающих основные аспекты построения компьютерных систем общего назначения. Он определял как магистрально-модульную шину, так и ряд логических аспектов взаимодействия вычислительных систем. В механической части Futurebus опирался на крейты Евромеханика, ссылаясь на стандарт 1101—1987 IEEE Standard for Mechanical Core Specifications for Microcomputers Using IEC 603-2 Connectors и ряд связанных с ним документов. Futurebus использовался в некоторых мини-компьютерах DEC и системах специализированного назначения, разрабатывавшихся по заказу ВМФ США, но, в отличие от более удачного VMEbus, в качестве замены которого он позиционировался, Futurebus не удержался на рынке.